# Igreja Católica em Angola
A Igreja Católica em Angola é parte da Igreja Católica universal, em comunhão com a liderança espiritual do Papa, em Roma, e da Santa Sé. O país costuma respeitar a liberdade religiosa, e as igrejas têm total liberdade para evangelizar, catequizar e gerir meios de comunicação, como por exemplo estações de rádio e imprensa escrita. Alguns grupos religiosos minoritários queixam-se de que a Igreja Católica é favorecida pelo governo. A Igreja angolana, apesar de muitos desafios que enfrenta no país, vem cobrando de seu clero que construam um laicado forte. Dom Emílio Sumbelelo, bispo de Viana, apelou aos dirigentes e gestores católicos do país a não se deixarem levar pela corrupção e a preservarem a integridade.
| “ | Num momento em que o homem quer pôr de parte Deus, quer prescindir Deus da sua história, e construir a sua história sem Deus, a Igreja Católica quer contar com um laicado forte que possa levar para as realidades temporais Deus e a sua mensagem de justiça e paz | ” |
|   | — Dom Emílio Sumbelelo, bispo de Viana, sobre a participação dos leigos na vida da Igreja Católica angolana. |   |

## História
Os portugueses começaram a explorar a costa do atual território angolano em 1483, levando os primeiros missionários católicos à região em 1491. Enquanto isso, em 1506, o primeiro reino cristão ao sul do Saara foi estabelecido pelos portugueses na região para a evangelização. O fundador e primeiro rei foi Dom Afonso I Mbemba-a-Nzinga, que viveu até 1543. O reino, cuja população era composta por dois grupos étnicos, os bantus e os lusos, conseguiu, entre eventos alternativos, durar até o século XVIII. O primeiro assentamento permanente foi construído em Luanda em 1575. Enquanto Portugal estendia seu domínio sobre a região — entre 1575 e 1680 —, jesuítas, franciscanos, dominicanos e um poucos padres seculares, inauguraram uma atividade missionária católica eficaz. Contanto, seus esforços acabavam muito prejudicados pelo comércio escravagista, a região tinha cerca de 20.000 católicos em 1590. A Diocese de São Salvador foi erigida em 1596 e transferida para Luanda em 1676.

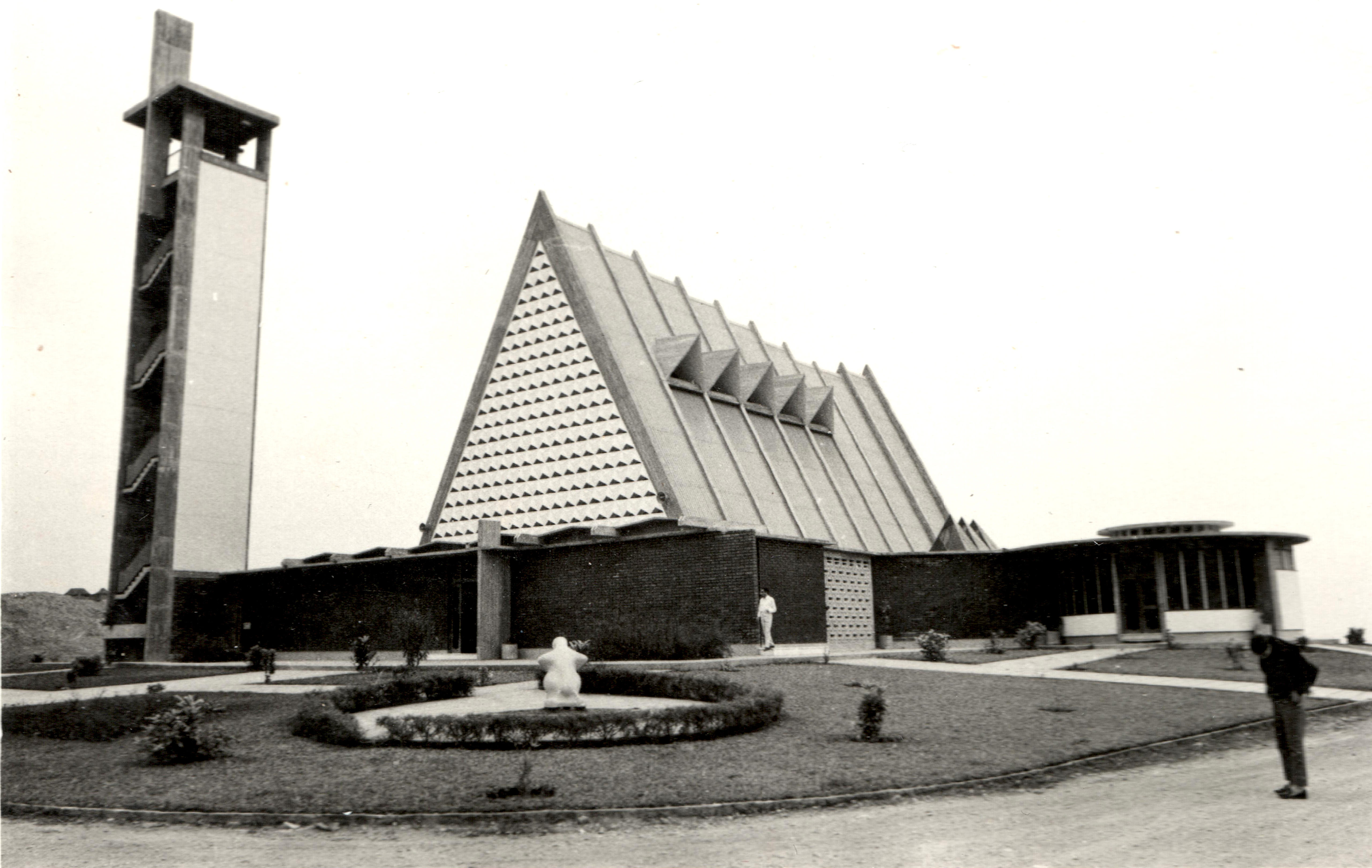
Catedral de Sumbe em foto tirada em 1970.

Em 1640, a Prefeitura do Congo foi criada e confiada aos capuchinhos italianos, que trabalhavam no norte do território. A missão foi a mais florescente da África nos séculos XVII e início do XVIII; depois declinou por um século. Portugal expulsou os jesuítas em 1759 e suprimiu todas as ordens em 1834. Entre 1826 e 1852, a diocese ficou vacante. O renascimento da influência católica em Angola só retornou no ano 1866, quando chegaram os padres espiritanos franceses. Apesar das dificuldades entre o governo português e os missionários franceses, a Prefeitura Apostólica de Cimbebasia foi criada em 1879, e abrangia a metade sul de Angola. Levantes feitos por nativos entre 1902 e 1907 fizeram com que autoridades portuguesas dificultassem seriamente a missão, fechando estações missionárias. Em 1910 o mesmo voltou a ocorrer, com a alegação de que os missionários estavam dando apoio a atividades pró-independência. Percebeu-se melhora na situação da Igreja após a chegada dos beneditinos em 1933.
Após a assinatura de uma concordata entre Portugal e a Santa Sé, em 1940, a Igreja adquiriu força, por exemplo, a educação primária confiada pelo governo. Nesse mesmo ano, Luanda tornou-se uma arquidiocese e sé metropolitana para o país. No mesmo período, a atividade missionária protestante aumentou no interior do país. A Caritas Angola iniciou suas atividades em 1957, mas na época ainda dependente Caritas Portugal, obtendo sua autonomia em 20 de agosto de 1970 pela Conferência Episcopal de Angola e São Tomé. Foi filiada à Caritas Internacionalis em Roma, em 1971. Tensões entre forças militares portuguesas e agitadores nacionalistas eclodiram em 1961, resultando em mais de uma década de violência antes de Angola conquistar a independência de Portugal em 11 de novembro de 1975. José Eduardo dos Santos, primeiro presidente que implantou um regime marxista, e iniciou uma guerra civil que duraria até o próximo século. Enquanto isso, sob a doutrina marxista, as escolas e clínicas da Igreja logo foram nacionalizadas, os líderes católicos foram perseguidos e a maioria dos missionários estrangeiros expulsos do país. Apesar de tais ações, o governo tolerou a prática da religião e, em 1978, criou um registro de todas as religiões "legítimas", o qual incluía o catolicismo. As políticas repressivas afrouxaram na década de 1980, quando o governo se deu conta de que os líderes religiosos não dirigiam oposição política. Na década de 1990, feriados religiosos foram restabelecidos e políticas ateístas encerradas. Após os acordos de paz assinados em 1991, os missionários foram novamente autorizados a entrar na região costeira de Angola, e a Igreja se tornou uma força importante para uma estabilidade política duradoura. Em 1994, houve tentativas frustradas de pôr fim aos combates, e líderes da Igreja e fiéis se tornaram alvo de violência. Em um esforço para pôr fim à violência contínua, o Vaticano estabeleceu relações diplomáticas formais com Angola em 1997, atendendo a um pedido feito pelo presidente em 1992. Em 1999, o Papa São João Paulo II se manifestou contra a guerra em Angola, e pediu para que os países deixassem de comercializar armamentos com os países da África em guerra. Apesar disso, os combates continuaram. Em 6 de janeiro de 1999, o padre Albino Saluhaku e dois catequistas foram assassinados no Huambo.

## Atualmente

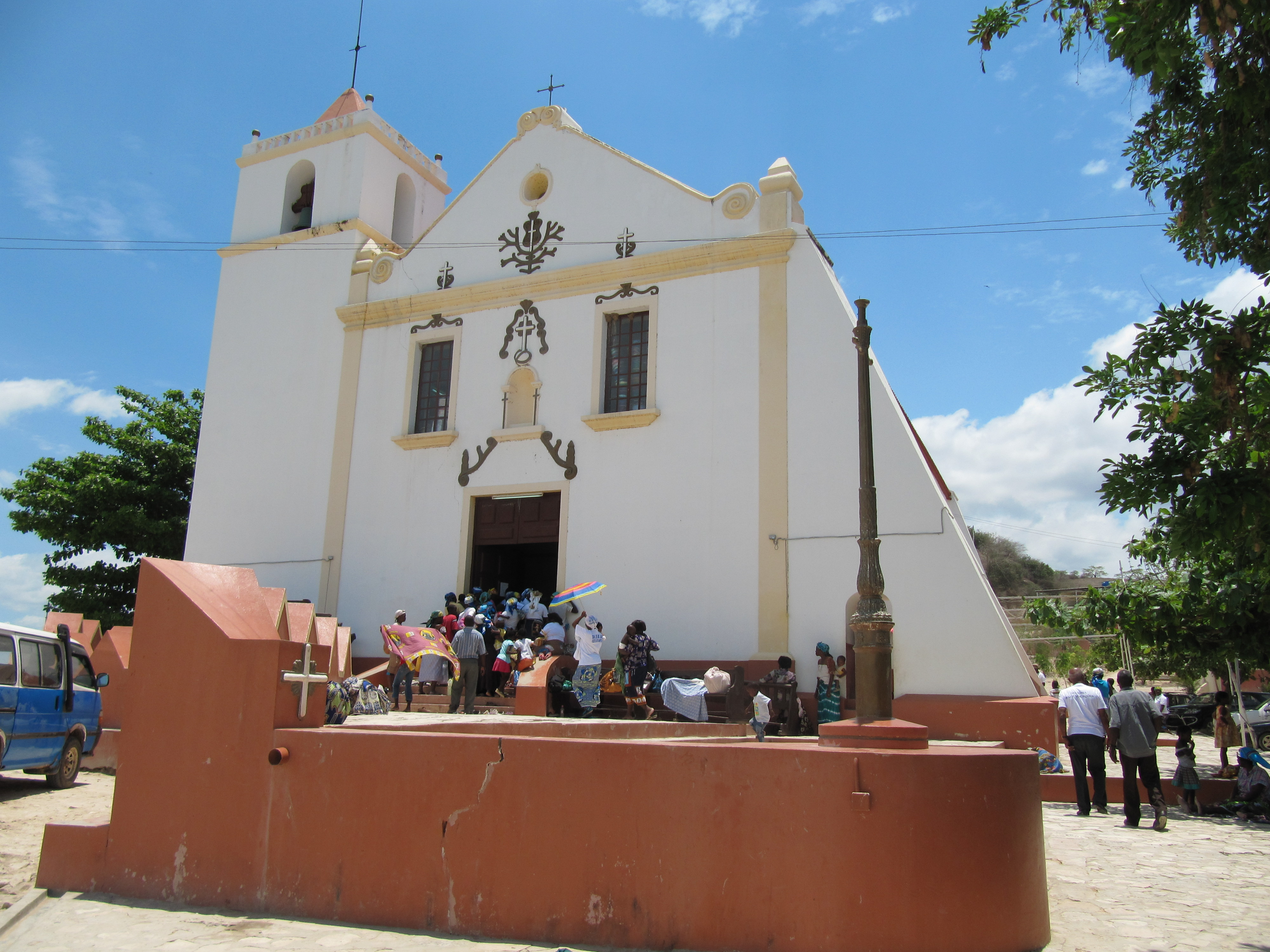
Igreja de Nossa Senhora da Conceição da Muxima, em Muxima.

Em 2000, Angola tinha 246 paróquias, e seus fiéis eram atendidos por 220 padres diocesanos e 283 religiosos. Os irmãos que trabalhavam nas missões eram 85, enquanto 1.538 irmãs atendiam às necessidades educacionais, médicas e de outras atividades sociais do país, incluindo 177 escolas primárias e 55 secundárias. Uma estação de rádio católica, a Rádio Ecclesia, transmite missas semanais da Igreja e outras programações religiosas. Sexta-feira Santa e Natal são feriados públicos nacionais. Uma lei promulgada em 2004 obriga todos os grupos religiosos a se registrarem junto aos Ministérios da Justiça e da Cultura. Os requisitos são: ter ao menos 100 mil membros e estarem presentes em pelo menos 12 das 18 províncias do país. Essa política resultou em uma recusa do reconhecimento de alguns grupos minoritários, incluindo os muçulmanos e de pequenas igrejas evangélicas. Ainda assim, esses grupos podem realizar atos de culto públicos.
Em julho de 2000, 34 católicos foram sequestrados da missão suíça de Nossa Senhora de La Salette em Dunde, e mais tarde foram libertados pelos rebeldes da UNITA. O sequestro ocorreu no primeiro dia do Congresso pela Paz, uma sessão de negociação planejada organizada pela Igreja na tentativa de reunir o governo e os rebeldes da União Nacional para a Independência Total de Angola. Na primavera de 2001, os bispos católicos ofereceram-se para mediar um esforço adicional pela paz.
Em janeiro de 2018, o presidente João Lourenço autorizou a emissora católica Rádio Ecclesia a ampliar suas emissões para todo o território nacional. Até então, essa estação de rádio apenas podia difundir emissões na capital, Luanda. O porta-voz da Conferência Episcopal de Angola, Dom José Manuel Imbamba, considerou a decisão como "o fim de uma grande injustiça" e felicitou o presidente pela "sua coragem". Um acordo assinado em 13 de setembro de 2019, reconhecendo a personalidade jurídica da Igreja Católica e de suas principais instituições, o livre exercício de evangelização e sua contribuição específica nas diversas áreas da vida do país. Manuel Augusto, ministro das relações exteriores angolano, reconheceu o "inestimável e grandioso contributo da Igreja Católica para o desenvolvimento social do país, particularmente nos domínios da Educação, Saúde e Cultura, bem como na busca da consolidação da Paz no período do conflito armado em Angola". Também foi um marco o início das negociações entre o governo e a Igreja para a devolução do patrimônio católico confiscado pelo governo socialista. Em 3 de março de 2020, Dom Filomeno do Nascimento Vieira Dias, presidente da Conferência Episcopal, comentou que a política de combate à corrupção e repatriamento de capitais ilícitos resultam de "desejos de justiça e impulso de vingança que se parecem confusos". O bispo também expressou preocupação com os casos de abandono de mulheres.
Em 2019, Dom Francisco Viti, então arcebispo de Huambo, terminou a tradução do Catecismo para o umbundu, uma das principais línguas nativas do país.
| “ | A tradução foi muito difícil porque implicava terminologia filosófica, teológica, científica até o problema da Bioética. | ” |
|   | — Dom Francisco Viti, então arcebispo de Huambo, sobre a tradução do Catecismo da Igreja Católica para a língua umbundo. |   |

## Organização eclesiástica

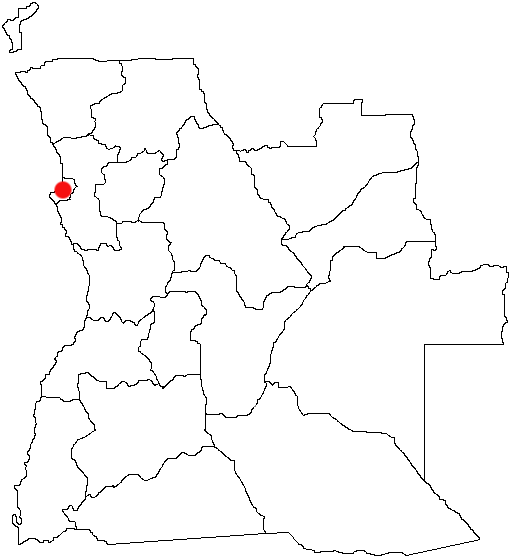
Mapa das dioceses angolanas, estando a Arquidiocese de Luanda desatacada no ponto vermelho.

O catolicismo está presente no país com cinco arquidioceses e 15 dioceses de rito romano, todas estão listadas abaixo:
- Arquidiocese de Luanda, tendo como sufragâneas as seguintes dioceses: Diocese de Cabinda, Diocese de Caxito, Diocese de Mabanza Congo, Diocese de Sumbe e Diocese de Viana
- Arquidiocese do Huambo, tendo como sufragâneas as seguintes dioceses: Diocese de Benguela, Diocese do Cuíto-Bié e Diocese de Ganda
- Arquidiocese de Lubango, tendo como sufragâneas as seguintes dioceses: Diocese de Menongue, Diocese do Namibe e Diocese de Ondijiva
- Arquidiocese de Malanje, tendo como sufragâneas as seguintes dioceses: Diocese de Nadalatando e Diocese do Uíge
- Arquidiocese de Saurimo, tendo como sufragâneas as seguintes dioceses: Diocese de Dundo e Diocese de Luena

Há também a Eparquia da Anunciação de Ibadan, sediada na Nigéria e presente em diversos países africanos, incluindo Angola, e é voltada para os fiéis católicos que seguem o rito maronita.

## Conferência Episcopal
O bispos angolanos e os são-tomenses fazem parte da Conferência Episcopal de Angola e São Tomé, que foi criada em 1967.

## Nunciatura Apostólica
A Delegação Apostólica de Angola foi criada em 1975, e com o estabelecimento de relações diplomáticas entre o país e a Santa Sé, em 8 de julho de 1997, esta foi elevada a Nunciatura Apostólica em 1º de setembro do mesmo ano.

## Visitas papais
Angola foi vistada duas vezes por papas: a primeira viagem foi feita pelo Papa São João Paulo II, entre 4 e 10 de junho de 1992, e também incluiu São Tomé e Príncipe. A segunda viagem foi feita pelo Papa Bento XVI entre 20 e 23 de março de 2009. Na cerimônia de despedida de Bento XVI, realizada no dia 23 de março, no Aeroporto Internacional 4 de Fevereiro de Luanda, o Pontífice afirmou sobre a Igreja angolana:
| “ | Estou grato a Deus por ter encontrado uma Igreja viva e, apesar das dificuldades, cheia de entusiasmo, que soube carregar a sua cruz e a dos outros, testemunhar perante todos a força salvífica da mensagem evangélica. Ela continua a anunciar que chegou o tempo da esperança, empenhando-se na pacificação dos ânimos e convidando ao exercício duma caridade fraterna que saiba abrir-se ao acolhimento de todos, no respeito das ideias e sentimentos de cada um. É hora de me despedir para voltar a Roma, triste por vos deixar, mas feliz por ter conhecido de perto um povo corajoso e decidido a renascer. Não obstante as resistências e os obstáculos, este povo pretende construir o seu futuro caminhando por sendas de perdão, justiça e solidariedade. | ” |
|   | — Cerimônia de despedida do Papa Bento XVI em Luanda. |   |